# Manuel Seidl
Pour les articles homonymes, voir Seidl.
Manuel Seidl, né le 26 octobre 1988 à Kirchschlag, est un footballeur autrichien. Il évolue au poste de milieu relayeur.

## Biographie

### En club
Avec l'équipe du Wolfsberger AC, il joue un match en Ligue Europa lors de la saison 2015-2016.